# City Wolf
City Wolf (Originaltitel chinesisch 英雄本色, Pinyin Yīngxióng Běnsè, Jyutping Jing1hung4 Bun2sik1 – „Wesen eines Helden, besser: Das Zeug zum Helden“) ist ein Actionfilm des Regisseurs John Woo aus dem Jahre 1986, der auch unter dem Titel A Better Tomorrow bekannt ist. Andere alternative Titel lauten: The Color of a Hero / Gangland Boss / True Colors of a Hero / City Wolf 1 /  City Wolf – A Better Tomorrow und Ying Xiong Ben Se. Dieser Film verhalf dem Hong-Kong-Kino zu neuem Erfolg, auch international, setzte neue Maßstäbe und schuf eine neue Stilrichtung, auch Heroic Bloodshed genannt.

## Handlung
Kit ist beim Hongkonger Policedepartment und weiß nichts von den kriminellen Machenschaften seines älteren Bruders Ho als Triadenmitglied. Mark ist Hos bester Freund und hilft ihm stetig beim Tauschhandel von Falschgeld. Bei einem Deal, bei dem Ho eine weitere Übergabe zu erledigen hat, wird er von der bereits vorher informierten Polizei festgenommen. Mark, der nicht am Deal beteiligt war, spürt einige Verräter auf und rächt seinen besten Freund. Durch den Schusswechsel wird sein Knie irreparabel geschädigt, so dass ihm die Fortbewegung nur noch mit Hilfe einer Metallschiene möglich ist. Nach dreijähriger Haft wird Ho entlassen, doch sein Bruder, der vom Doppelleben seines Bruders erfahren hatte, will nichts mehr von ihm wissen. Er gibt ihm die Schuld am Tod ihres Vaters und am Stocken seiner Karriere, denn man zieht ihn vorsorglich gegen seinen Willen von den Triadenermittlungen ab, wegen des Verdachts auf familiäres Parteiergreifen. Ho fasst den Entschluss, sich von seiner kriminellen Vergangenheit abzuwenden und alles daran zu setzen, sich mit seinem Bruder auszusöhnen. Doch das ist leichter gesagt als getan, denn der Hauptverräter von einst ist inzwischen ein mächtiger Syndikatsboss geworden, der ihn zwingen will, für ihn zu arbeiten. Ho aber bleibt hartnäckig. Daraufhin wird sein bester Freund Mark, der für die Triade jetzt die Schuhe und die Autos putzen darf, brutal von ihnen zusammengeschlagen. Nach einem herzergreifenden Wiedersehen tun Ho und Mark sich zusammen und entwickeln gemeinsam mit Kit, nachdem sie ihn schließlich überzeugt haben, einen Plan, um die Triade zu vernichten. Ho erpresst die Organisation anhand eines Tonbandes und bestimmt einen Ort für die Geldübergabe, an dem es zum großen Showdown zwischen ihnen, der Triade und der Polizei kommt.

## Synchronisation
| Figur             | Darsteller    | Sprecher               |
| ----------------- | ------------- | ---------------------- |
| Ho Tse Sung       | Ti Lung       | Herbert Stass          |
| Kit Sung/Billie a | Leslie Cheung | Joachim Tennstedt      |
| Mark Lee b        | Chow Yun-fat  | Hans-Jürgen Dittberner |
| Jackie Sung       | Emily Chu     | N. A.                  |
| Ching c           | Waise Lee     | N. A.                  |
| Ken               | Kenneth Tsang | Claus Jurichs          |

Fußnote

## Kritiken
„Ein atemberaubend furios inszenierter, aber auch reichlich brutaler Actionfilm, verbunden mit der epischen Geschichte einer Männerfreundschaft.“

„Als stilbildendes, maßstabsetzendes Action-Drama ist ‚A Better Tomorrow‘ in die jüngere Filmgeschichte eingegangen. Chow Yun Fats zugleich ungeheuer cooler und tragischer Auftritt in ‚A Better Tomorrow‘ inspirierte viele. […] Die perfekte Mischung aus Coolness und brachialer Action macht aus ‚A Better Tomorrow‘ einen Meilenstein seines Genres.“

## Fassungen
Aufgrund seiner exzessiven Gewaltdarstellung wurde der Film gleich zu seiner Veröffentlichung in Deutschland indiziert. Neben zahlreichen 18er-Versionen, in denen Gewaltszenen fehlen, existiert eine ungeschnittene, ungeprüfte Version auf DVD, die um eine kurze Handlungsszene gekürzt ist. Diese Szene ist als Bonusmaterial enthalten. Alle Fernsehfassungen im vergangenen Jahrtausend waren ebenfalls geschnitten. Seit 1997 wird der Film nicht mehr gesendet.

## Auszeichnungen
Der Film gewann bei den Hong Kong Film Awards zwei Preise. Chow Yun-Fat wurde als bester Schauspieler ausgezeichnet und City Wolf erhielt den Preis als Bester Film. In neun weiteren Kategorien erhielt der Film Nominierungen, so u. a. John Woo als Bester Regisseur.

## Fortsetzungen
Der Film zog zwei Fortsetzungen nach sich:
- 1987 – City Wolf II – Abrechnung auf Raten
- 1989 – City Wolf III – Hexenkessel Saigon

Beim zweiten Teil führte John Woo erneut Regie, Chow Yun-Fat übernahm in beiden Fortsetzungen die Hauptrolle.

## Neuverfilmung
Im Jahr 2010 produzierte John Woo in Südkorea eine Neuverfilmung unter dem Titel Mujeokja, die in Deutschland am 6. September 2011 unter dem Titel A Better Tomorrow 2K12 erschien. Der Handlungsort wurde jedoch von China nach Südkorea verlagert. Das Drehbuch zu der Neuauflage schrieben Kim Hyo-seok, Lee Taek-kyung, Choi Geun-mo und Kim Hae-gon. Regie führte Song Hae-sung.
Das Remake folgt in weiten Zügen dem Original, ist jedoch aufgrund von mehr Charakteren und einem komplexeren Beziehungsgefüge circa 30 Minuten länger. Wegen eines reduzierten Maßes an Action und Gewalt konnte die Neuverfilmung bereits ab 16 Jahren freigegeben werden.